# Истории в деталях
«Исто́рии в дета́лях» — телевизионная программа, выходившая в ежедневном формате на канале СТС с 19 мая 2003 года по 2 июля 2009 года. Автором, ведущим и руководителем программы являлся Сергей Майоров. Идея передачи принадлежит Александру Роднянскому, Ольге Каймаковой и Сергею Майорову.

## История
Изначально формат тележурнала о личной жизни знаменитых людей возник 3 июня 2002 года под названием «Публичные люди» на канале ТВС. Программа выходила в эфир почти ежедневно в утреннем и вечернем, затем в дневном и ночном эфире канала. По воскресеньям (впоследствии по субботам) ночью выходил дайджест всего интересного, что было показано в передаче за неделю. Ведущими данной программы были Сергей Майоров и Николай Сапронов, а также Алексей Дружинин и Сергей Мартыненков (последние двое также работали корреспондентами передачи). Программа прекратила существование из-за финансовых проблем телеканала, последний выпуск был показан на ТВС 15 апреля 2003 года.
Закрытие «Публичных людей» заметил генеральный директор телеканала СТС Александр Роднянский и пригласил команду передачи работать вместе с ним. Уже 19 мая 2003 года на СТС впервые вышла программа «Истории в деталях», слоганом проекта стала фраза из романа Алессандро Барикко «1900-й. Легенда о пианисте»: «Жизнь не заканчивается, если у тебя есть друг и пара историй, чтобы их рассказать». На производство каждого выпуска программы выделяли не более 300 тысяч рублей. Помимо изменения названия программы, заставки и графического оформления, в программе сменился второй ведущий, им стал корреспондент НТВ, ТВ-6 и ТВС Артур Валеев. С декабря 2003 года Сергей Майоров стал вести программу единолично.
Изначально «Истории в деталях» выходили только по будням: премьерный выпуск — в 19:30, с повторами в 9 утра (кроме 2004 года, когда в это время выходила программа «Детали утром») и ближе к 1 часу ночи (с 6 сентября 2004 года ночной повтор стал выходить в 23:30). В сентябре 2003 года выпуски программы появились и в выходные дни в 17:00 (с января 2005 года — в 16:00), после чего график выхода в эфир стал примерно сопоставим с аналогичным у «Публичных людей» на ТВС. 
С 4 сентября 2006 года ночной выпуск стал выходить в полночь вместо 23:30, а с 9 января 2008 года и вечерний выпуск был сдвинут — на час раньше (18:30 вместо 19:30). В 2008 году вместо выпусков по выходным недолгое время выходил большой выпуск хронометражем в 1 час в пятницу вечером примерно в 23:00. В этот же период (с 2008 по 2009 год), в конце программы существовал блок прогноза погоды, где в пяти плашках указывались города, в котором родились знаменитые люди, осадки и температуры воздуха. С 12 мая 2008 года и до конца существования программа выходила только по будням и дважды в день — в 9:00 и 0:00. Чаще всего программа выходила в «региональных окнах» СТС, и регулярно замещалась местными вещателями своими телепередачами.
В 2008 году, после того, как Александр Роднянский покинул пост генерального директора СТС, новое руководство телеканала в лице директора Департамента регионального вещания Бориса Корчевникова и главного редактора Василия Богатырёва начало вмешиваться в творческий ход программы и цензурировать её, параллельно с этим требуя от производителя более скандальных, «жёлтых» и «острых» историй в стиле «Программы максимум» и проекта «Главный герой», при этом были рекомендации добавить проекту «молодёжной интонации», чтобы привлечь к просмотру передачи аудиторию сериала «Папины дочки». Одним из последних сюжетов программы стало интервью с победителем «Евровидения» Александром Рыбаком, который назвал конкурс «самым главным гей-парадом Европы». Это в итоге и привело руководство СТС к решению о закрытии передачи, о чём Сергей Майоров впервые рассказал 26 мая 2009 года в эфире радио «Свобода». Последний выпуск вышел 2 июля 2009 года.
Официальный комментарий телеканала СТС: «Мы довольны сотрудничеством с Майоровым. Его проект яркий и качественный. Но канал меняется, и на смену старым продуктам приходят новые. А производство программы достаточно дорогое, она не окупалась. Что же касается цензуры, о которой говорит Майоров, здесь происходит подмена понятий. Это редакционная политика. Мы работаем на аудиторию. Утром нас смотрят дети, мы учитываем их интересы».
С 22 октября по 24 декабря 2011 года в эфир СТС вышло 10 выпусков передачи «Детали. Новейшая история». Её формат несколько отличался от предшественника. Телепередача выходила один раз в неделю, по субботам, при этом продолжительность выпуска составляла 48 минут. Ведущей была корреспондент и шеф-редактор «Историй в деталях» Любовь Камырина, продюсером — Сергей Майоров.

## Команда «Историй в деталях»
Режиссёры: Виктор Осипов (2004—2007), Николай Бабошкин, Константин Игнатов.
Шеф-редакторы: Татьяна Николаева (2003—2007), Иван Коновальцев (2003—2009), Любовь Камырина (2007—2009).
Журналисты: Любовь Камырина, Иван Коновальцев, Николай Маркозов (2003), Татьяна Николаева, Никита Лойк (2008—2009), Ирина Шихман (2007—2009), Гарри Княгницкий (2005—2007), Светлана Денисова, Дмитрий Сапун, Анна Голланд, Сергей Мартыненков (2003—2006), Константин Борошнев (Санкт-Петербург), Мария Королёва (Санкт-Петербург), Сергей Паньков (Санкт-Петербург), Артемий Захаров (Екатеринбург), Вероника Новосёлова (Екатеринбург) и др.
На момент закрытия программы в ней работало 42 сотрудника. Некоторые сотрудники работали вместе с Майоровым ещё во времена существования его предыдущей программы «Публичные люди» на ТВС.

## Региональные выпуски
С 2005 года региональными филиалами СТС производились местные версии программы. В 2009 году, спустя год после образования на СТС Департамента регионального вещания, который возглавил Борис Корчевников, все филиалы «Историй в деталях» были закрыты по инициативе последнего. Тем самым, без работы осталось около 250 человек.
| Город           | Руководитель(и)             | Ведущий(е)                                            |
| --------------- | --------------------------- | ----------------------------------------------------- |
| Санкт-Петербург | Артур Валеев, Анна Борисова | Анна Борисова, Даша Александрова                      |
| Екатеринбург    | Светлана Зенкова            | Артемий Захаров, Надежда Иванова, Вероника Новосёлова |
| Казань          | Наиля Набиуллина            | Ирина Лебедева, Матвей Апросин, Александр Каменский   |
| Самара          | Наталья Гребнева            | Наталья Гребнева                                      |
| Ростов-на-Дону  | Роман Удовиченко            | Артур Путырский                                       |
| Пермь           | Илья Белов                  | Андрей Александров                                    |

Планировался запуск в Нижнем Новгороде, Омске и Барнауле.

## Награды
- 2005 — премия «ТЭФИ-2005» в номинации «Информационно-развлекательная программа»[31].
- 2006 — премия «ТЭФИ-2006» в номинации «Информационно-развлекательная программа»[32].
- 2007 — премия «ТЭФИ-2007» в номинации «Информационно-развлекательная программа»[33].
- 2008 — премия «ТЭФИ-2008» в номинации «Информационно-развлекательная программа»[34].
- 2008 — Роман Ваялкин, Андрей Галкин, Андрей Ульянов — обладатели премии «ТЭФИ-2008» в номинации «Оператор телевизионной программы»[34].
- 2006 — Сергей Майоров — обладатель премии журнала GQ «Человек года» в номинации «Лицо из телевизора»[35].
- 2007 — премия IV Всероссийского открытого конкурса работников электронных СМИ «За образцовое владение русским языком в профессиональной деятельности» в номинации «Слово программы»[36].
- 2006 — Александр Бахланов («Истории в деталях. Санкт-Петербург») — обладатель премии «ТЭФИ-Регион 2006» в номинации «Оператор телевизионной программы/фильма»[37].
- 2007 — «Истории в деталях. Ростов-на-Дону» — обладатель премии «ТЭФИ-Регион 2007» в номинации «Ежедневная информационно-развлекательная программа»[38].
- 2004 — программа «Истории в деталях» — финалист «ТЭФИ-2004» в номинации «Информационно-развлекательная программа»[39].
- 2007 — Любовь Камырина — финалист премии «ТЭФИ-2007» в номинации «Репортёр» за репортаж «Маленький канадский аэропорт и большая мировая трагедия»[40].
- 2008 — «Истории в деталях. Санкт-Петербург» — финалист премии «ТЭФИ-Регион 2008» в номинации «Ежедневная информационно-развлекательная программа»[41].
- 2008 — «Истории в деталях. Екатеринбург» — финалист премии «ТЭФИ-Регион 2008» в номинации «Ежедневная информационно-развлекательная программа»[41].
- 2008 — Артём Ходалев («Истории в деталях. Ростов-на-Дону») — финалист премии «ТЭФИ-Регион 2008» в номинации «Оператор телевизионной программы/фильма»[41].
- 2008 — Александр Бахланов («Истории в деталях . Санкт-Петербург») — финалист премии «ТЭФИ-Регион 2008» в номинации «Оператор телевизионной программы/фильма»[41].
- 2008 — Любовь Камырина — финалист премии «ТЭФИ-2008» в номинации «Репортёр» за репортаж «Граница. Театральный роман»[40].